# ایتاچیبا
ایتاچیبا (به پرتغالی: Itatiba) یک شهر و شهر و شهرداری در برزیل است که در ایالت سائو پائولو واقع شده‌است. ایتاچیبا ۳۲۲٫۲۸ کیلومتر مربع مساحت و ۱۱۳٬۲۸۴ نفر جمعیت دارد.